# Häradsallmänning
En häradsallmänning är en gemensamhetsägd skog. Den omfattar det ostyckade markområde som ägs gemensamt av alla fastighetsägarna inom ett härad. Förutsättningen för delägarskap är i regel att fastighetsägaren äger mark som är satt till mantal.
Häradsallmänningen förvaltas av en allmänningsstyrelse som lyder under allmänningsstämman.

## Källhänvisningar
1. ↑   häradsallmänning i Nationalencyklopedins nätupplaga. Läst 14 mars 2015.
2. ↑  ”Lag (1952:166) om häradsallmänningar | Lagen.nu”. lagen.nu. https://lagen.nu/1952:166. Läst 29 juni 2020.